# Glenfaba (Sheading)

Glenfaba, Isle of Man

Glenfaba (Manx: Glion Faba) ist ein Sheading auf der Isle of Man. Es hat rund 8000 Einwohner.
Das Sheading liegt im Osten der Insel und wird im Norden durch Michael im Osten durch Middle und im Süden durch Rushen begrenzt. Im Westen ist die irische See.
Glenfaba besteht aus den Parishes German und Patrick und der Stadt Peel. Früher wahr auch das Parish Marown Teil vom Sheading.
Siedlungen in dem Seading sind St John’s in German (Ort der Tynwald Day Zeremonie), und Dalby, Foxdale, Glen Maye und Niarbyl im Parish Patrick.
Die erste Erwähnung von Glenfaba findet sich möglicherweise in einer Bulle von Papst Gregor IX. aus dem Jahr 1231. Der Ursprung des Namens ist nicht bekannt, könnte aber mit dem des Flusses Neb verbunden sein.
Bis 2016 wahren Peel und zusammen German und Patrick eigene Hous of Keys Wahlkreise mit jeweils einem Abgeordneten. Nach der Reform 2016 wurden sie zusammengelegt und gemeinsam erhielten sie zwei House of Keys Mandate.